# Osvaldo Svanascini
Osvaldo Svanascini (8 de diciembre de 1928–Buenos Aires, 19 de mayo de 2015) fue un escritor, crítico y poeta argentino, miembro de número de la Academia Nacional de Bellas Artes y Presidente de la Asociación Argentina de Críticos.

## Trayectoria
Autor de más de sesenta publicaciones, se especializó en arte oriental y dirigió el Museo Nacional de Arte Oriental ubicado en la ciudad de Buenos Aires, y la revista de cultura Casandra, así como a mediados de los 1958 cofundó y codirigió junto a su compatriota Kazuya Sakai la colección Asoka de la Editorial Mundo  Nuevo.
Galardonado con la Faja de honor de la SADE en tres ocasiones y el Premio Konex en artes visuales y ensayo de arte, el Premio Nacional de Literatura en 1988 por Breve historia del arte oriental y la Orden del Sagrado Tesoro del Japón.

## Publicaciones selectas
- Xul Solar - Editorial de la Subsecretaría de Cultura de la Nación, 1963.

- Esquema del Arte de la India - Editorial Mundo Nuevo, 1959.

- Noemi Gerstein - Editorial de la Subsecretaría de Cultura de la Nación, 1963.

- Breves Cuentos Fantásticos - Editorial Emecé, 1962.

- Sesshu y la pintura Zen - Editorial Kier, 1965.

- Huir a solas - Editorial Fraterna, 1984.

- La Sola Poesía.

- Conceptos sobre el arte de Oriente - Editorial Hastinapura, 1986.

- Breve historia del arte oriental - Editorial Claridad, 1988.

- Los informes menores - Editorial Fraterna, 1988.

- Poemas disociados - Editorial Hope, 1993.

- Lo Sagrado y lo Demoníaco en el Arte del Tibet, 1996.

- Las cámaras del vacío, Ed. Vicinguerra, 1997.